# Чорний Ліс (лісовий заказник, Носівський район)
Чо́рний Ліс — лісовий заказник місцевого значення в Україні. Розташований у межах Носівського району Чернігівської області, між селами Іржавець і Адамівка. 
Площа 1,6 га. Статус присвоєно згідно з рішенням Чернігівської обласної ради від 14.05.1999 року. Перебуває у віданні ДП «Ніжинське лісове господарство» (Іржавецьке л-во, кв. 5, вид. 20). 
Статус присвоєно для збереження частини лісового масиву з високопродуктивними насадженнями сосни.